# Eoin Toal
Eoin Toal (Armagh, 15 febbraio 1999) è un calciatore nordirlandese, difensore del Bolton Wanderers.

## Carriera

### Club
Ha giocato per 6 stagioni con il Derry City in Irlanda.
Nel 2022 è stato comprato dal Bolton Wanderers.

### Nazionale
Ha giocato numerose partite con le varie nazionali giovanili nordirlandesi.
Il 6 marzo 2023 viene convocato per la prima volta in nazionale maggiore, con cui esordisce il 17 ottobre seguente nella sconfitta interna (0-1) contro la Slovenia.

## Statistiche

### Presenze e reti nei club
Statistiche aggiornate al 15 ottobre 2024.
| Stagione          | Squadra           | Campionato        | Campionato | Campionato | Coppe nazionali | Coppe nazionali | Coppe nazionali | Coppe continentali | Coppe continentali | Coppe continentali | Altre coppe | Altre coppe | Altre coppe | Totale | Totale | Totale |
| Stagione          | Squadra           | Comp              | Pres       | Reti       | Comp            | Pres            | Reti            | Comp               | Pres               | Reti               | Comp        | Pres        | Reti        | Pres   | Reti   |        |
| ----------------- | ----------------- | ----------------- | ---------- | ---------- | --------------- | --------------- | --------------- | ------------------ | ------------------ | ------------------ | ----------- | ----------- | ----------- | ------ | ------ | ------ |
| 2017              | Derry City        | PD                | 3          | 0          | CI+Cdl          | 0               | 0               |                    | -                  | -                  | -           | -           | -           | 3      | 0      |        |
| 2018              | Derry City        | PD                | 30         | 1          | CI+Cdl          | 0+2             | 0               |                    | -                  | -                  | -           | -           | -           | 32     | 1      |        |
| 2019              | Derry City        | PD                | 35         | 2          | CI+Cdl          | 0+4             | 0               |                    | -                  | -                  | -           | -           | -           | 39     | 2      |        |
| 2020              | Derry City        | PD                | 18         | 0          | CI+Cdl          | 2+0             | 0               |                    | -                  | -                  | -           | -           | -           | 20     | 0      |        |
| 2021              | Derry City        | PD                | 34         | 1          | CI              | 1               | 0               |                    | -                  | -                  | -           | -           | -           | 35     | 1      |        |
| 2022              | Derry City        | PD                | 20         | 1          | CI              | 0               | 0               |                    | -                  | -                  | -           | -           | -           | 20     | 1      |        |
| Totale Derry City | Totale Derry City | Totale Derry City | 140        | 5          |                 | 9               | 0               |                    |                    |                    |             |             |             | 149    | 5      |        |
| 2022-2023         | Bolton            | FL1               | 22+2       | 3          | FACup+CdL       | 0               | 0               |                    | -                  | -                  | FLT         | 7           | 0           | 31     | 3      |        |
| 2023-2024         | Bolton            | FL1               | 40+3       | 4+1        | FACup+CdL       | 3+1             | 0               |                    | -                  | -                  | FLT         | 4           | 0           | 51     | 4      |        |
| Totale Bolton     | Totale Bolton     | Totale Bolton     | 62+5       | 7+1        |                 | 4               | 0               |                    |                    |                    |             | 11          | 0           | 82     | 7      |        |
| Totale carriera   | Totale carriera   | Totale carriera   | 207        | 12         |                 | 13              | 0               |                    |                    |                    |             | 11          | 0           | 231    | 12     |        |

### Cronologia presenze e reti in nazionale
| Cronologia completa delle presenze e delle reti in nazionale ― Irlanda del Nord | Cronologia completa delle presenze e delle reti in nazionale ― Irlanda del Nord | Cronologia completa delle presenze e delle reti in nazionale ― Irlanda del Nord | Cronologia completa delle presenze e delle reti in nazionale ― Irlanda del Nord | Cronologia completa delle presenze e delle reti in nazionale ― Irlanda del Nord | Cronologia completa delle presenze e delle reti in nazionale ― Irlanda del Nord | Cronologia completa delle presenze e delle reti in nazionale ― Irlanda del Nord | Cronologia completa delle presenze e delle reti in nazionale ― Irlanda del Nord |
| Data                                                                            | Città                                                                           | In casa                                                                         | Risultato                                                                       | Ospiti                                                                          | Competizione                                                                    | Reti                                                                            | Note                                                                            |
| ------------------------------------------------------------------------------- | ------------------------------------------------------------------------------- | ------------------------------------------------------------------------------- | ------------------------------------------------------------------------------- | ------------------------------------------------------------------------------- | ------------------------------------------------------------------------------- | ------------------------------------------------------------------------------- | ------------------------------------------------------------------------------- |
| 17-10-2023                                                                      | Belfast                                                                         | Irlanda del Nord                                                                | 0 – 1                                                                           | Slovenia                                                                        | Qual. Euro 2024                                                                 | -                                                                               |                                                                                 |
| 17-11-2023                                                                      | Helsinki                                                                        | Finlandia                                                                       | 4 – 0                                                                           | Irlanda del Nord                                                                | Qual. Euro 2024                                                                 | -                                                                               |                                                                                 |
| 20-11-2023                                                                      | Belfast                                                                         | Irlanda del Nord                                                                | 2 – 0                                                                           | Danimarca                                                                       | Qual. Euro 2024                                                                 | -                                                                               |                                                                                 |
| 22-3-2024                                                                       | Bucarest                                                                        | Romania                                                                         | 1 – 1                                                                           | Irlanda del Nord                                                                | Amichevole                                                                      | -                                                                               |                                                                                 |
| 26-3-2024                                                                       | Glasgow                                                                         | Scozia                                                                          | 0 – 1                                                                           | Irlanda del Nord                                                                | Amichevole                                                                      | -                                                                               |                                                                                 |
| 8-6-2024                                                                        | Palma di Maiorca                                                                | Spagna                                                                          | 5 – 1                                                                           | Irlanda del Nord                                                                | Amichevole                                                                      | -                                                                               | 46’                                                                             |
| 12-10-2024                                                                      | Zalaegerszeg                                                                    | Bielorussia                                                                     | 0 – 0                                                                           | Irlanda del Nord                                                                | UEFA Nations League 2024-2025 - 1º turno                                        | -                                                                               | 43’                                                                             |
| 15-10-2024                                                                      | Belfast                                                                         | Irlanda del Nord                                                                | 5 – 0                                                                           | Bulgaria                                                                        | UEFA Nations League 2024-2025 - 1º turno                                        | -                                                                               | 41’ 45’                                                                         |
| Totale                                                                          |                                                                                 | Presenze                                                                        | 8                                                                               |                                                                                 | Reti                                                                            | 0                                                                               |                                                                                 |

## Palmarès

### Club

#### Competizioni nazionali
- Coppa di Lega irlandese: 1

Derry City: 2018
- Football League Trophy: 1

Bolton: 2022-2023